# 山本茂斗萌
山本 茂斗萌（やまもと もとめ、1902年 - 1985年）は東京生れの日本画家。本名は求。

## 略歴
1902年東京生まれ。東京美術学校日本画本科次席卒。1928年より旧制兵庫県立柏原中学校（現兵庫県立柏原高等学校）にて美術教師として勤務。1962年に定年退職するまで一度も異動がなかった。1935年、日本画家堂本印象の画塾東丘社に入塾。1936年、34歳の時に「小憩」で日展初入選。丹波市内に作品を多く残し、兵庫県立柏原高等学校、兵庫県立氷上西高等学校の校章デザインも手がけた。堂本印象のほか、三木翠山にも師事した。1985年逝去。

## 親族
- 山本百子 - 妻。
- 中尾英武 - 実子、日本画家。

## 弟子
- 中尾英武 - 実子、日本画家。